# 普雷斯科特鎮區 (愛荷華州亞當斯縣)
普雷斯科特鎮區（英語：Prescott Township）是位於美國愛荷華州亞當斯縣的一個行政鎮區。

## 地方資料
根據2010年美國人口普查的數據，普雷斯科特鎮區的面積為92.15平方千米，當中陸地面積為91.99平方千米，而水域面積為0.16平方千米。當地共有人口404人，而人口密度為每平方千米4.38人。